# Lasowice Wielkie (gemeente)

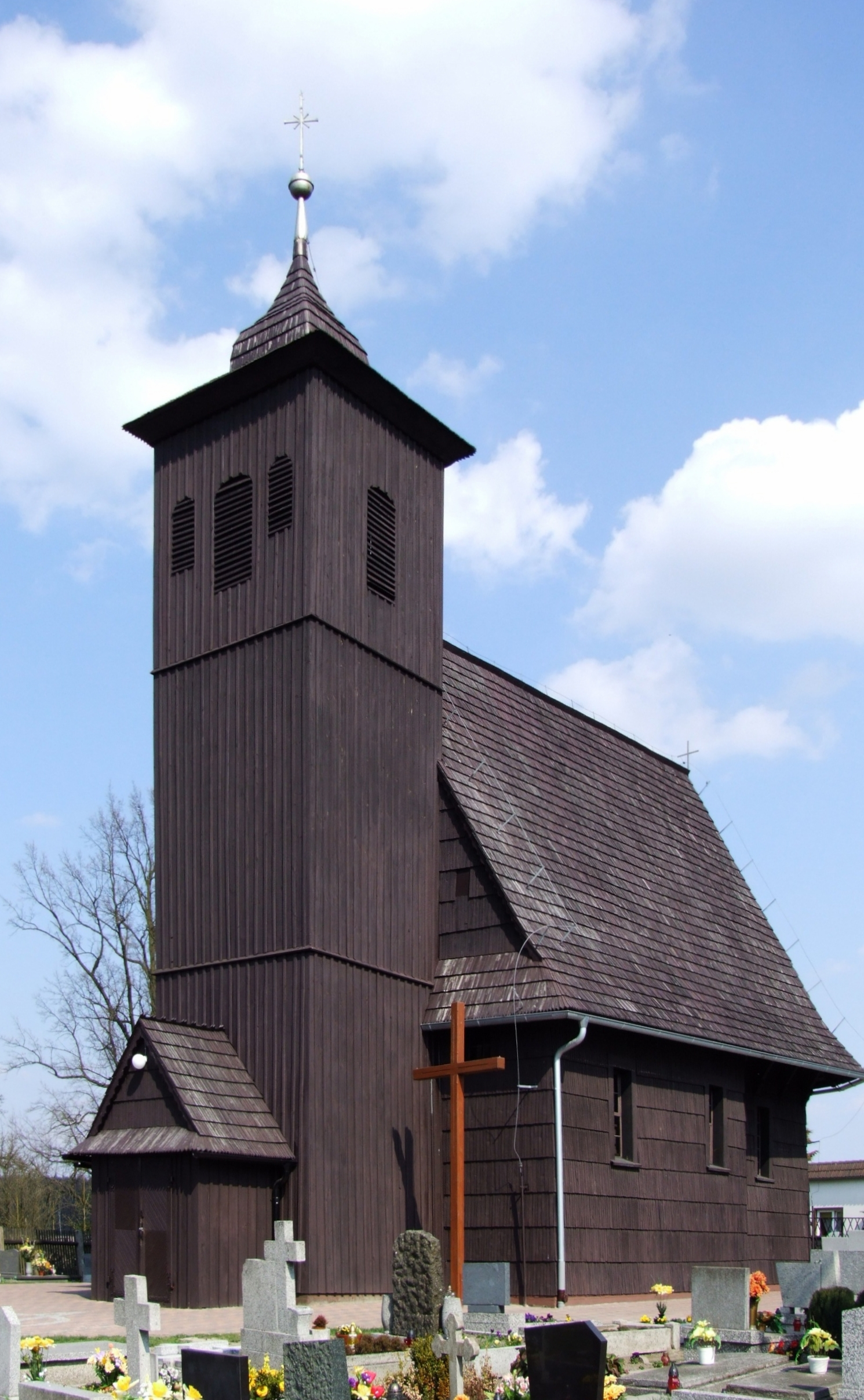
Houten kerk in Lasowice Wielkie

De gemeente Lasowice Wielkie is een landgemeente in het Poolse woiwodschap Opole, in Powiat Kluczborski.
De zetel van de gemeente is in Lasowice Wielkie.
Op 30 juni 2004 telde de gemeente 7216 inwoners.

## Oppervlakte gegevens
In 2002 bedroeg de totale oppervlakte van gemeente Laszki 137,85 km², waarvan:
- agrarisch gebied: 37%
- bossen: 60%

De gemeente beslaat 24,76% van de totale oppervlakte van de powiat.

## Demografie
Stand op 30 juni 2004:
| Omschrijving                   | Totaal | Totaal | Vrouwen | Vrouwen | Mannen | Mannen |
| ------------------------------ | ------ | ------ | ------- | ------- | ------ | ------ |
| eenheid                        | aantal | %      | aantal  | %       | aantal | %      |
| inwoners                       | 7216   | 100    | 3685    | 51,1    | 3531   | 48,9   |
| bevolkingsdichtheid (inw./km²) | 34,2   | 34,2   | 17,5    | 17,5    | 16,7   | 16,7   |

In 2002 bedroeg het gemiddelde inkomen per inwoner 1251,14 zł.

## Plaatsen in de gemeente
- Chocianowice
- Chudoba
- Ciarka
- Gronowice
- Jasienie
- Laskowice
- Lasowice Małe
- Lasowice Wielkie
- Oś
- Szumirad
- Trzebiszyn
- Tuły
- Wędrynia

## Aangrenzende gemeenten
Kluczbork, Łubniany, Murów, Olesno, Turawa, Zębowice

## Partnersteden
- Holle, Duitsland

- Virtual International Authority File: 1288153834738464450009